# Namsskogan
Namsskogan és un municipi situat al comtat de Trøndelag, Noruega. Té 1,417.16 habitants i té una superfície de 928 km². El centre administratiu del municipi és el poble homònim.
Namsskogan es troba a la part nord-est del comtat de Nord-Trøndelag. És una zona molt boscosa, amb diversos grans llacs destacant el Kalvvatnet. El riu Namsen transcorre cap al sud a través de la vall de Namsdalen. La part nord-est extrema del municipi forma part del Parc Nacional de Børgefjell. La ruta europea E06 travessa el municipi.